# Jamyang Shepa
| Tibetische Bezeichnung                                             |
| ------------------------------------------------------------------ |
| Tibetische Schrift: འཇམ་དབྱངས་བཞད་པ་                                |
| Wylie-Transliteration: 'jam dbyangs bzhad pa                       |
| Offizielle Transkription der VRCh: Jamyang Xaiba                   |
| THDL-Transkription: Jamyang Zhepa                                  |
| Andere Schreibweisen: Jamyang Zhäpa, Jamyang Shepa, Jamyang-zhaypa |
| Chinesische Bezeichnung                                            |
| Traditionell: 嘉木樣協巴                                           |
| Vereinfacht: 嘉木样协巴                                            |
| Pinyin:Jiāmùyàng Xiébā                                             |

Jamyang Shepa (tibetisch འཇམ་དབྱངས་བཞད་པ་ Wylie ´jam dbyangs bzhad pa) ist der Titel einer bedeutenden Trülku (chin. huofo "Lebender Buddha")-Inkarnationslinie der Gelug-Schule des tibetischen Buddhismus. Ihr traditioneller Stammsitz ist das 1710 gegründete Kloster Labrang in Amdo in der chinesischen Provinz Gansu, das neben dem Kloster Kumbum das zweite bedeutende Kloster Amdos ist.
Der erste Jamyang Shepa, Ngawang Tsöndrü, stammte aus dem heutigen Kreis Xiahe im Autonomen Bezirk Gannan der Tibeter in Amdo und war ein Schüler des 5. Dalai Lamas. Er wurde nach seiner Ausbildung an der Gomang-Fakultät des Klosters Drepung bei Lhasa vom mongolischen Herrscher von Kokonor, Ganden Erdene Junang, einem Enkel Gushri Khans, eingeladen, nach Amdo zurückzukehren und hier den Buddhismus zu lehren. Ngawang Tsöndrü gründete dann das Kloster Labrang.
Der 6. Jamyang Shepa, Lobsang Jigme Thubten Chökyi Nyima (1948-) aus dem Kreis Gangca (Gangcha) des Autonomen Bezirks Haibei der Tibeter in Qinghai, wurde während der Kulturrevolution Laie und heiratete. Er ist Mitglied des 11. Ständigen Ausschusses des Nationalen Volkskongresses.

## Liste der Jamyang Shepas
| #  | Name (Liste tibetischer Namen und Titel) | Lebensdaten  | Umschrift nach Wylie                                     |
| -- | ---------------------------------------- | ------------ | -------------------------------------------------------- |
| 1. | Jamyang Shepe Dorje, Ngawang Tsöndrü     | 1648–1721/22 | 'jam dbyangs bzhad pa'i rdo rje, ngag dbang brtson 'grus |
| 2. | Könchog Jigme Wangpo                     | 1728–1791    | dkon mchog 'jigs med dbang po                            |
| 3. | Lobsang Thubten Jigme Gyatsho            | 1792–1855    | blo bzang thub bstan 'jigs med rgya mtsho                |
| 4. | Kelsang Thubten Wangchug                 | 1856–1916    | skal bzang thub bstan dbang phyug                        |
| 5. | Lobsang Jamyang Yeshe Tenpe Gyeltshen    | 1916–1947    | blo bzang 'jam dbyangs ye shes bstan pa'i rgyal mtshan   |
| 6. | Lobsang Jigme Thubten Chökyi Nyima       | * 1948       | 'blo bzang 'jigs med thub bstan chos kyi nyi ma          |